# Mount-Aspiring-Nationalpark

Lage in Neuseeland

Der 3550 km² große Mount-Aspiring-Nationalpark auf der Südinsel von Neuseeland wurde 1964 eingerichtet und ist von einer alpinen Landschaft geprägt. Im Süden grenzt er an den Fiordland-Nationalpark. Gemeinsam mit dem Westland-, dem Mount-Cook- und dem Fiordland-Nationalpark bildet der Mount-Aspiring-Nationalpark die sogenannte Te Wahipounamu World Heritage Area. Namensgeber des Parks ist der Mount Aspiring (3033 m), der aufgrund seines markanten Profils als „neuseeländisches Matterhorn“ gilt. Die Höhenlage reicht von ca. 300 m bis 3033 m. Seit 1990 gehört das Gebiet zum Weltnaturerbe der UNESCO.